# Liste der Monuments historiques in Levernois
Die Liste der Monuments historiques in Levernois führt die Monuments historiques in der französischen Gemeinde Levernois auf.

## Liste der Objekte
| Bezeichnung                          | Beschreibung                                        | Standort                              | Kennzeichnung | Schutzstatus | Datum | Bild |
| ------------------------------------ | --------------------------------------------------- | ------------------------------------- | ------------- | ------------ | ----- | ---- |
| Statuenreliquiar Johannes der Täufer | Holz, farbig gefasst, 17. Jahrhundert               | in der Kirche St-Jean-Baptiste (Lage) | PM21003737    | Inscrit      | 1981  |      |
| Statuenreliquiar Heiliger Vinzenz    | Holz, farbig gefasst, 18. Jahrhundert               | in der Kirche St-Jean-Baptiste (Lage) | PM21003738    | Inscrit      | 1981  |      |
| Skulptur Madonna mit Kind            | Holz, farbig gefasst und vergoldet, 17. Jahrhundert | in der Kirche St-Jean-Baptiste (Lage) | PM21003739    | Inscrit      | 1981  |      |